# Delphinium maackianum
Delphinium maackianum là một loài thực vật có hoa trong họ Mao lương. Loài này được Regel mô tả khoa học đầu tiên năm 1861.